# Yanik Comeau
Yanik Comeau (né en 1968) est un artiste multidisciplinaire québécois, avec de l'expérience en écriture, en enseignement, en journalisme, en animation et en traduction. Son expérience récente s'inscrit dans le domaine de la voix et de la traduction/adaptation.

## Biographie
Yanik Comeau a écrit plusieurs livres  dont L'arme secrète de Frédéric paru en 1994 aux Éditions Héritage. Ensuite viendront huit autres romans, dix nouvelles et plusieurs pièces de théâtre.
Il est le propriétaire de sa petite entreprise, qu'il a fondée en 1992 et qui gère ses œuvres : COMUNIK Média. Cette compagnie publie également les livres de la collection Coups de théâtre!, distribués dans le milieu scolaire. Il a également été rédacteur au magazine TV Hebdo et scénariste.
Il est également le créateur de la série Les Enfants Dracula, dont il commence l'écriture en 2008et publie les 5 tomes entre 2010 et 2012.
En 2013, Il est accusé de leurre, de contacts sexuels et d'incitation à des contacts sexuels envers un adolescent de moins de 16 ans, ainsi que de leurre envers un autre adolescent, des faits qui se seraient déroulés entre 2009 et 2012.
En 2017, il réoriente sa carrière dans le domaine des voix et de la figuration où il obtient plusieurs engagements. En 2021, il adapte le dessin animé "The Dreamcatchers", JerryCo dans sa version québécoise "Les capteurs de rêves!" et en fait la direction de plateau (doublage) tout en assurant la voix de plusieurs personnages.
Amoureux du théâtre québécois, il s'implique bénévolement dans son rayonnement en occupant le rôle de rédacteur en chef du magazine culturel en ligne Zone culture et y couvre la scène du spectacle québécois quasi-quotidiennement.